# Morti nel 2017/Settembre
| Questa pagina contiene informazioni ricavate automaticamente dalle voci biografiche con l'ausilio del template Bio e di un bot. L'aggiornamento è periodico e automatico e ricostruisce completamente la pagina. Se manca una persona in questa lista, sei pregato di non aggiungerla, ma accertati piuttosto che la sua voce biografica contenga il template Bio e che i dati anagrafici siano correttamente compilati. Se il template Bio manca, inseriscilo tu stesso o, in alternativa, metti l'avviso {{tmp\|Bio}} che ne segnala la mancanza. Se i dati riportati sono sbagliati, correggi direttamente la voce biografica; le modifiche saranno visibili in questa lista entro pochi giorni. Per chiarimenti vedi il progetto biografie. La lista contiene solo le 178 persone che sono citate nell'enciclopedia e per le quali è stato implementato correttamente il template Bio. Pagina aggiornata al 10 lug 2025. |

- 1º settembre - Armando Aste, alpinista italiano (n. 1926)
- 1º settembre - Shelley Berman, attore e comico statunitense (n. 1925)
- 1º settembre - Antonio Girfatti, politico italiano (n. 1939)
- 1º settembre - Charles Gordon-Lennox, X duca di Richmond, nobile britannico (n. 1929)
- 1º settembre - Elizabeth Kemp, attrice statunitense (n. 1951)
- 1º settembre - Cormac Murphy-O'Connor, cardinale e arcivescovo cattolico britannico (n. 1932)
- 2 settembre - Paolo Antonio Pirazzoli, geologo italiano (n. 1939)
- 3 settembre - John Ashbery, poeta statunitense (n. 1927)
- 3 settembre - Walter Becker, chitarrista e bassista statunitense (n. 1950)
- 3 settembre - Pietro Biagioli, calciatore e allenatore di calcio italiano (n. 1929)
- 3 settembre - Luis Duarte, cestista peruviano (n. 1941)
- 3 settembre - Hans Nylund, calciatore norvegese (n. 1939)
- 3 settembre - Piet Ouderland, calciatore, allenatore di calcio e cestista olandese (n. 1933)
- 3 settembre - Sugar Ramos, pugile cubano (n. 1941)
- 3 settembre - Rolando Rossi, allenatore di calcio e calciatore italiano (n. 1922)
- 4 settembre - David Consunji, imprenditore e politico filippino (n. 1921)
- 4 settembre - Bob Kehoe, calciatore, allenatore di calcio e giocatore di baseball statunitense (n. 1928)
- 4 settembre - Gastone Moschin, attore italiano (n. 1929)
- 5 settembre - Nicolaas Bloembergen, fisico olandese (n. 1920)
- 5 settembre - Holger Czukay, compositore e bassista tedesco (n. 1938)
- 5 settembre - Giuseppe Farinella, mafioso italiano (n. 1925)
- 5 settembre - Gert Hatz, numismatico tedesco (n. 1928)
- 5 settembre - Gauri Lankesh, giornalista e attivista indiana (n. 1962)
- 5 settembre - Enzo Pascolo, architetto italiano (n. 1927)
- 5 settembre - Osvaldo Verdi, dirigente sportivo, allenatore di calcio e calciatore italiano (n. 1939)
- 6 settembre - Derek Bourgeois, compositore inglese (n. 1941)
- 6 settembre - Carlo Caffarra, cardinale e arcivescovo cattolico italiano (n. 1938)
- 6 settembre - Nicolae Lupescu, calciatore rumeno (n. 1940)
- 6 settembre - Jim McDaniels, cestista statunitense (n. 1948)
- 6 settembre - Kate Millett, scrittrice e attivista statunitense (n. 1934)
- 6 settembre - Noel Picard, hockeista su ghiaccio canadese (n. 1938)
- 6 settembre - Vinicio Vergoni, scrittore italiano (n. 1926)
- 6 settembre - Lotfi Zadeh, ingegnere e matematico persiano (n. 1921)
- 7 settembre - Muzzi Loffredo, cantante, attrice e regista italiana (n. 1941)
- 7 settembre - Antonio Zani, calciatore italiano (n. 1930)
- 8 settembre - Pierre Bergé, imprenditore e filantropo francese (n. 1930)
- 8 settembre - Isabelle Daniels, velocista statunitense (n. 1937)
- 8 settembre - Douglas Fitzgerald Dowd, economista statunitense (n. 1919)
- 8 settembre - Catherine Hardy, velocista statunitense (n. 1930)
- 8 settembre - Blake Heron, attore statunitense (n. 1982)
- 8 settembre - Wera Nepy, cantante italiana (n. 1931)
- 8 settembre - Jerry Pournelle, autore di fantascienza, saggista e giornalista statunitense (n. 1933)
- 8 settembre - Humberto Rosa, calciatore e allenatore di calcio argentino (n. 1932)
- 8 settembre - Ljubiša Samardžić, attore e regista serbo (n. 1936)
- 8 settembre - Gian Berto Vanni, pittore italiano (n. 1927)
- 8 settembre - Don Williams, cantautore statunitense (n. 1939)
- 9 settembre - Tom Black, cestista statunitense (n. 1941)
- 9 settembre - Velasio De Paolis, cardinale e arcivescovo cattolico italiano (n. 1935)
- 9 settembre - Mike Hodge, attore statunitense (n. 1947)
- 9 settembre - Petar Lazić, scrittore e giornalista serbo (n. 1960)
- 9 settembre - Jerzy Młynarczyk, cestista e politico polacco (n. 1931)
- 9 settembre - Pierre Pilote, hockeista su ghiaccio canadese (n. 1931)
- 9 settembre - Fabio Raffaelli, giornalista, scrittore e editore italiano (n. 1953)
- 9 settembre - Oscar Scolfaro, arbitro di calcio brasiliano (n. 1937)
- 10 settembre - Hans Alfredson, regista, attore e scrittore svedese (n. 1931)
- 10 settembre - Luigi Maria Burruano, attore italiano (n. 1948)
- 10 settembre - Harry Landers, attore statunitense (n. 1921)
- 10 settembre - René Laurentin, presbitero e teologo francese (n. 1917)
- 10 settembre - Kate Murtagh, attrice statunitense (n. 1920)
- 10 settembre - Don Ohlmeyer, dirigente d'azienda, produttore televisivo e giornalista statunitense (n. 1945)
- 10 settembre - Maria Matilde Principi, entomologa italiana (n. 1915)
- 10 settembre - Len Wein, fumettista statunitense (n. 1948)
- 11 settembre - Abdul Halim di Kedah, sovrano malese (n. 1927)
- 11 settembre - Dan Currie, giocatore di football americano statunitense (n. 1935)
- 11 settembre - J. P. Donleavy, scrittore statunitense (n. 1926)
- 11 settembre - Peter Hall, attore e regista inglese (n. 1930)
- 11 settembre - Virgil Howe, disc jockey, musicista e produttore discografico britannico (n. 1975)
- 11 settembre - José Luis Martínez Gómez, cestista spagnolo (n. 1935)
- 11 settembre - Alberto Pagani, pilota motociclistico italiano (n. 1938)
- 11 settembre - António Francisco dos Santos, vescovo cattolico portoghese (n. 1948)
- 12 settembre - Richard Gendall, linguista, scrittore e musicista britannico (n. 1924)
- 12 settembre - Sonja Mrak, cestista jugoslava (n. 1937)
- 12 settembre - Morena Amabile Pagliai, politica italiana (n. 1929)
- 12 settembre - Nicoletta Panni, soprano italiano (n. 1933)
- 12 settembre - Edith Windsor, attivista statunitense (n. 1929)
- 13 settembre - Angelo Cupini, calciatore e allenatore di calcio italiano (n. 1958)
- 13 settembre - Pete Domenici, politico statunitense (n. 1932)
- 13 settembre - Slavko Goldstein, letterato, politico e storico jugoslavo (n. 1928)
- 13 settembre - Grant Hart, cantante, batterista e polistrumentista statunitense (n. 1961)
- 13 settembre - Fauna Hodel, scrittrice statunitense (n. 1951)
- 13 settembre - Hossein Soudipour, cestista e allenatore di pallacanestro iraniano (n. 1921)
- 13 settembre - Frank Vincent, attore e polistrumentista statunitense (n. 1937)
- 14 settembre - Paul Canart, bibliotecario, paleografo e docente belga (n. 1927)
- 14 settembre - Rino Carlini, calciatore italiano (n. 1933)
- 14 settembre - Umberto Castiglionesi, fantino italiano (n. 1936)
- 14 settembre - George Englund, regista, sceneggiatore e produttore televisivo statunitense (n. 1926)
- 14 settembre - Ata Kandó, fotografa olandese (n. 1913)
- 14 settembre - Otto Wanz, wrestler e pugile austriaco (n. 1943)
- 15 settembre - Arthur Apfel, pattinatore artistico su ghiaccio britannico (n. 1922)
- 15 settembre - Violet Brown, supercentenaria giamaicana (n. 1900)
- 15 settembre - Mircea Ionescu-Quintus, politico rumeno (n. 1917)
- 15 settembre - Albert Speer, architetto tedesco (n. 1934)
- 15 settembre - Harry Dean Stanton, attore statunitense (n. 1926)
- 16 settembre - Francesco Cafarelli, politico italiano (n. 1942)
- 16 settembre - Roberto Guicciardini, regista teatrale italiano (n. 1933)
- 16 settembre - Brenda Lewis, soprano statunitense (n. 1921)
- 16 settembre - Nabeel Qureshi, scrittore statunitense (n. 1983)
- 16 settembre - Elżbieta Wierniuk, tuffatrice polacca (n. 1951)
- 17 settembre - Eugenio Bersellini, calciatore, allenatore di calcio e dirigente sportivo italiano (n. 1936)
- 17 settembre - William F. Goodling, politico statunitense (n. 1927)
- 17 settembre - Bobby Heenan, statunitense (n. 1944)
- 17 settembre - Vladimír Koiš, calciatore cecoslovacco (n. 1936)
- 17 settembre - Hans B. Pacejka, ingegnere e fisico olandese (n. 1934)
- 18 settembre - Mauro Agretti, calciatore italiano (n. 1949)
- 18 settembre - Tucho De la Torre, calciatore spagnolo (n. 1937)
- 18 settembre - Chuck Low, attore statunitense (n. 1928)
- 18 settembre - Anna Maria Nucci, politica italiana (n. 1943)
- 18 settembre - Valerio Piroddi, supercentenario italiano (n. 1905)
- 18 settembre - Jean Plaskie, calciatore belga (n. 1941)
- 18 settembre - Zurab Sotkilava, cantante, calciatore e tenore sovietico (n. 1937)
- 19 settembre - Bernie Casey, attore e giocatore di football americano statunitense (n. 1939)
- 19 settembre - Leonid Michajlovič Charitonov, basso-baritono e militare sovietico (n. 1933)
- 19 settembre - Jake LaMotta, pugile, attore e scrittore statunitense (n. 1922)
- 19 settembre - Massimo Natili, pilota automobilistico italiano (n. 1935)
- 19 settembre - John Nicholson, pilota automobilistico neozelandese (n. 1941)
- 19 settembre - Sigurður Pálsson, scrittore e poeta islandese (n. 1948)
- 20 settembre - Greg Antonacci, attore, regista e produttore cinematografico statunitense (n. 1947)
- 20 settembre - Gianfranco Botta, giornalista italiano (n. 1960)
- 20 settembre - Ene Mihkelson, scrittrice e poetessa estone (n. 1944)
- 20 settembre - Warren B. Offutt, astronomo statunitense (n. 1928)
- 21 settembre - Juan José Balzi, pittore, disegnatore e pubblicitario argentino (n. 1933)
- 21 settembre - Robert S. P. Beekes, linguista olandese (n. 1937)
- 21 settembre - Liliane Bettencourt, imprenditrice francese (n. 1922)
- 21 settembre - Renato Nicetto, dirigente sportivo italiano (n. 1938)
- 21 settembre - Glen Whisby, cestista e allenatore di pallacanestro statunitense (n. 1972)
- 22 settembre - Brunero Gherardini, presbitero e teologo italiano (n. 1925)
- 22 settembre - Vagn Hedeager, calciatore danese (n. 1939)
- 22 settembre - Paavo Lonkila, fondista finlandese (n. 1923)
- 22 settembre - Giorgio Vignando, calciatore e allenatore di calcio italiano (n. 1947)
- 22 settembre - Sima Wali, attivista afghana (n. 1951)
- 23 settembre - Valerij Asapov, generale russo (n. 1966)
- 23 settembre - André Ascensio, calciatore francese (n. 1938)
- 23 settembre - Janice Beach, cestista e allenatrice di pallacanestro statunitense (n. 1952)
- 23 settembre - Loreto Carbonell, cestista e allenatore di pallacanestro filippino (n. 1933)
- 23 settembre - Walter Lehmann, ginnasta svizzero (n. 1919)
- 23 settembre - Zoe Ann Olsen-Jensen, tuffatrice statunitense (n. 1931)
- 23 settembre - Charles Osborne, giornalista, critico musicale e scrittore britannico (n. 1927)
- 23 settembre - Gora Seal, pallanuotista indiano (n. 1923)
- 24 settembre - Richard Boucher, calciatore e allenatore di calcio francese (n. 1932)
- 24 settembre - Gisèle Casadesus, attrice francese (n. 1914)
- 24 settembre - E. G. D. Cohen, fisico olandese (n. 1923)
- 24 settembre - Fiorenzo Crippa, ciclista su strada italiano (n. 1926)
- 24 settembre - Albert Innaurato, drammaturgo statunitense (n. 1947)
- 24 settembre - Kito Lorenc, scrittore e poeta tedesco (n. 1938)
- 24 settembre - Joseph McDade, politico statunitense (n. 1931)
- 24 settembre - Manuel da Silva Martins, vescovo cattolico portoghese (n. 1927)
- 25 settembre - Carlo Bassi, architetto e scrittore italiano (n. 1923)
- 25 settembre - Mahmoud Cherif Bassiouni, giurista egiziano (n. 1937)
- 25 settembre - Marco Fazzi, allenatore di calcio e calciatore italiano (n. 1941)
- 25 settembre - Carla Liliana Martini, partigiana italiana (n. 1926)
- 25 settembre - Anna Mazza, mafiosa italiana (n. 1937)
- 25 settembre - Folke Rabe, compositore svedese (n. 1935)
- 25 settembre - Giovanni Russo, giornalista, scrittore e commediografo italiano (n. 1925)
- 26 settembre - Mario Bedogni, hockeista su ghiaccio, allenatore di hockey su ghiaccio e pattinatore di velocità su ghiaccio italiano (n. 1923)
- 26 settembre - Barry Dennen, cantante, attore e sceneggiatore statunitense (n. 1938)
- 26 settembre - Carlos Eloir Peruci, calciatore brasiliano (n. 1951)
- 27 settembre - Edmond Abelé, vescovo cattolico francese (n. 1925)
- 27 settembre - Mario Bortolotto, critico musicale italiano (n. 1927)
- 27 settembre - Raymond Buckland, saggista e sacerdote britannico (n. 1934)
- 27 settembre - Ugo Dotti, critico letterario italiano (n. 1933)
- 27 settembre - Joy Fleming, cantante tedesca (n. 1944)
- 27 settembre - Hans Gerschwiler, pattinatore artistico su ghiaccio svizzero (n. 1921)
- 27 settembre - Hugh Hefner, editore statunitense (n. 1926)
- 27 settembre - Anne Jeffreys, attrice, soprano e modella statunitense (n. 1923)
- 27 settembre - Paolo Sinigaglia, imprenditore italiano (n. 1947)
- 28 settembre - Aleksej Arifullin, calciatore russo (n. 1970)
- 28 settembre - Antonio Isasi-Isasmendi, regista, sceneggiatore e produttore cinematografico spagnolo (n. 1927)
- 28 settembre - Željko Perušić, allenatore di calcio e calciatore jugoslavo (n. 1937)
- 28 settembre - Antonio Spallino, schermidore e politico italiano (n. 1925)
- 28 settembre - Benjamin Whitrow, attore britannico (n. 1937)
- 29 settembre - Ljudmila Belousova, pattinatrice artistica su ghiaccio sovietica (n. 1935)
- 30 settembre - Elizabeth Baur, attrice statunitense (n. 1947)
- 30 settembre - Maxime Berger, pilota motociclistico francese (n. 1989)
- 30 settembre - Raoul Gatto, fisico italiano (n. 1930)
- 30 settembre - Monty Hall, conduttore televisivo e produttore televisivo canadese (n. 1921)
- 30 settembre - Frank Hamblen, cestista e allenatore di pallacanestro statunitense (n. 1947)
- 30 settembre - Gunnar Thoresen, calciatore norvegese (n. 1920)
- 30 settembre - Vladimir Vladislavovič Voevodskij, matematico russo (n. 1966)